# الأنثروبولوجيا في 1890 - 1899
الخط الزمني للأنثروبولوجيا, 1890–1899

## أحداث
1898
- الحملة كامبريدج الأنثروبولوجية لمضيق توريس

## دوريات
1897
- "الانتحار"، (بالفرنسية: Le Suicide)‏ لإميل دوركايم

## ولادات
1891
- بيدرو بوش-كيمبيرا
- هيرمان كارل هابيرلن
- زورا نيل هورستون
- أبرام كاردينير
- غيزا روهيم

1897
- ثيودورا كروبر
- جورج بيتر موردوك
- روبرت ريدفيلد
- بنيامين ورف

1898
- روث بونزيل
- كارولين بوند داي
- مارسيل غريول
- وليام لويد وارنر

1899
- دانيال حامية برينتون
- إيلا كارا ديلوريا
- والتر دايك
- آنا هاردويك غايتون
- أودري ريتشاردز

## وفيات
لا يوجد